# Serthar
Il Monastero di Serthar (gser-thar dzong in tibetano) è un'influente università monastica buddhista tibetana in Sichuan, Cina, fondata negli anni 1980 da Kyabje Khenchen Jigme Phuntsok.

## Descrizione
Situato nell'Amdo, il monastero di Serthar, chiamato Larung Gar, è uno dei più rinomati del Tibet orientale, ove vengono formati numerosi lama e ghesce di elevata istruzione e pratica spirituale, non solo tibetani ma anche mongoli e cinesi han, sotto la guida di numerosi tulku di influente lignaggio. La popolazione monastica e laica ha raggiunto circa quattro decine di migliaia nella seconda metà degli anni 2010.
Il complesso si trova in un luogo di difficile accesso, su tre colline completamente rivestite dalle modeste abitazioni dei monaci.

## Galleria d'immagini

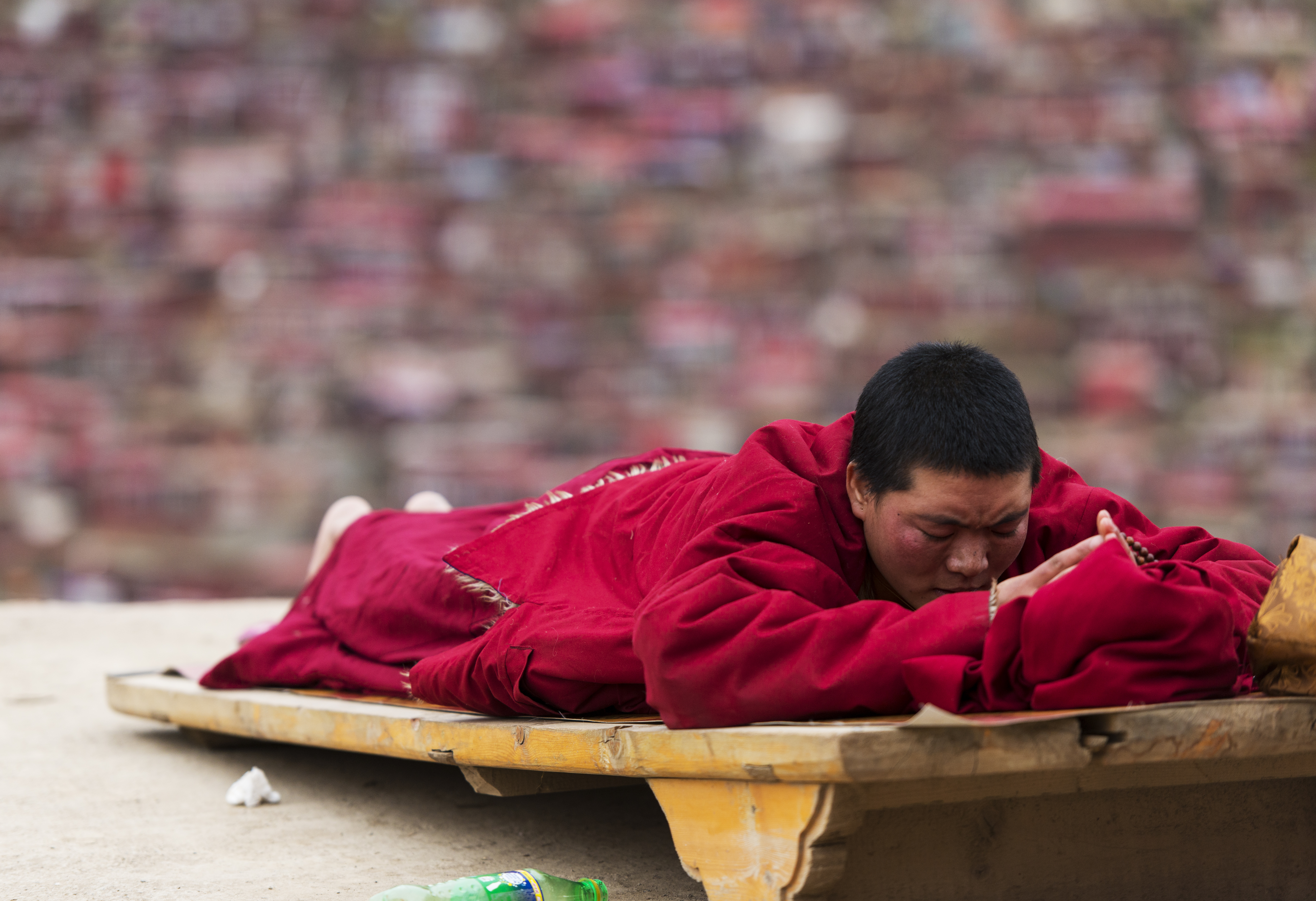
Un monaco durante le prostrazioni
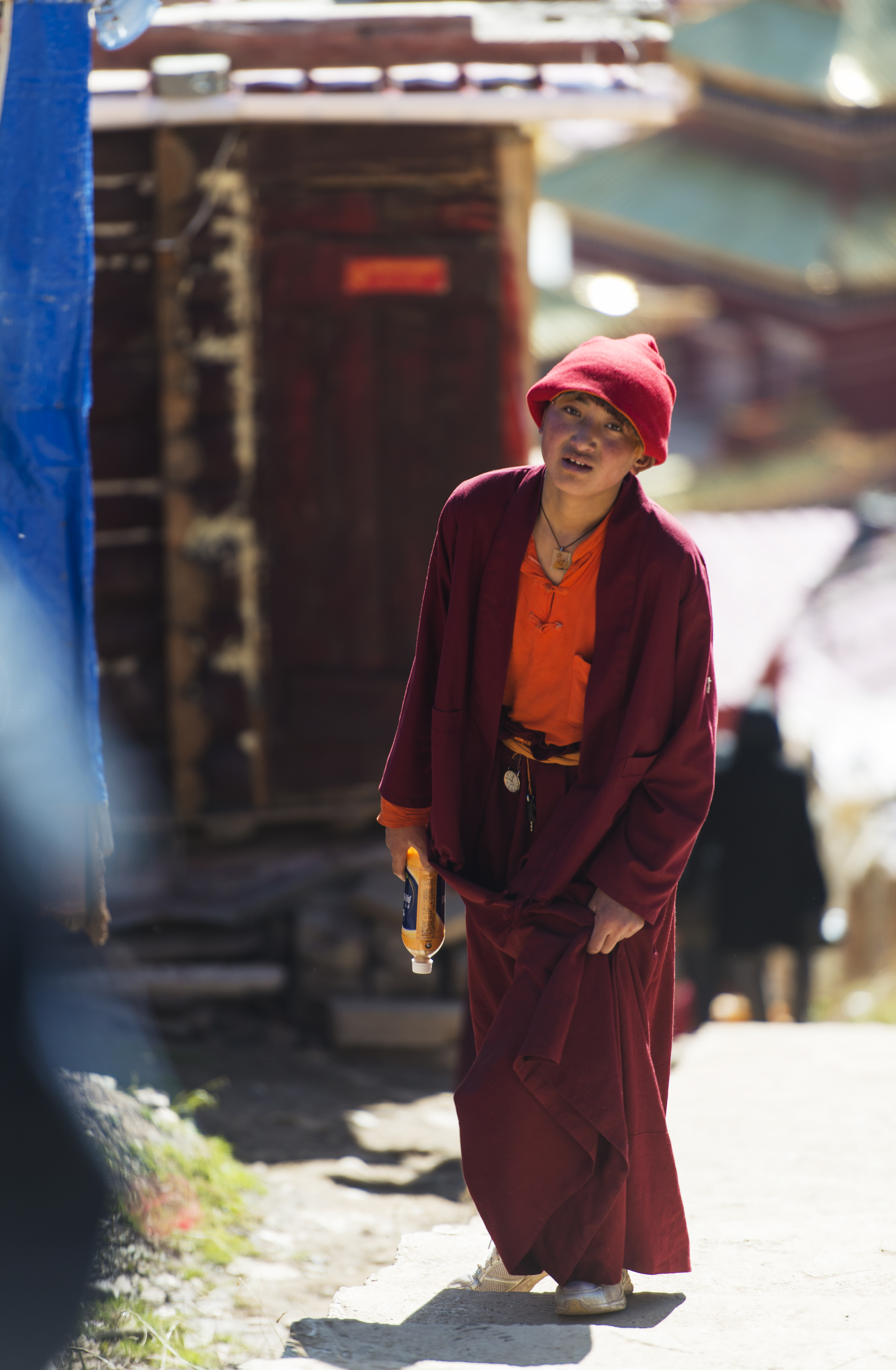
Una monaca a piedi nei vicoli
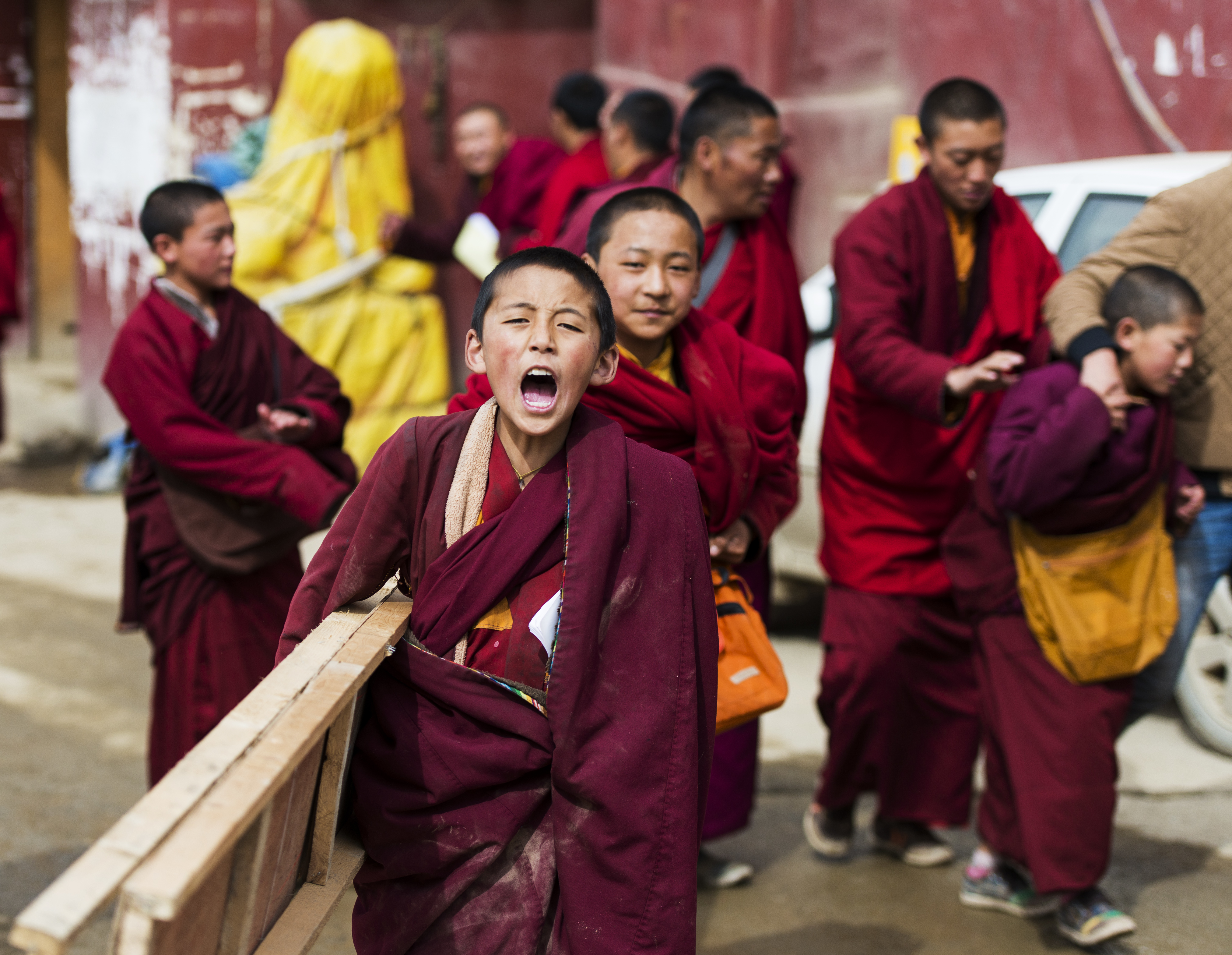
Un bambino monaco
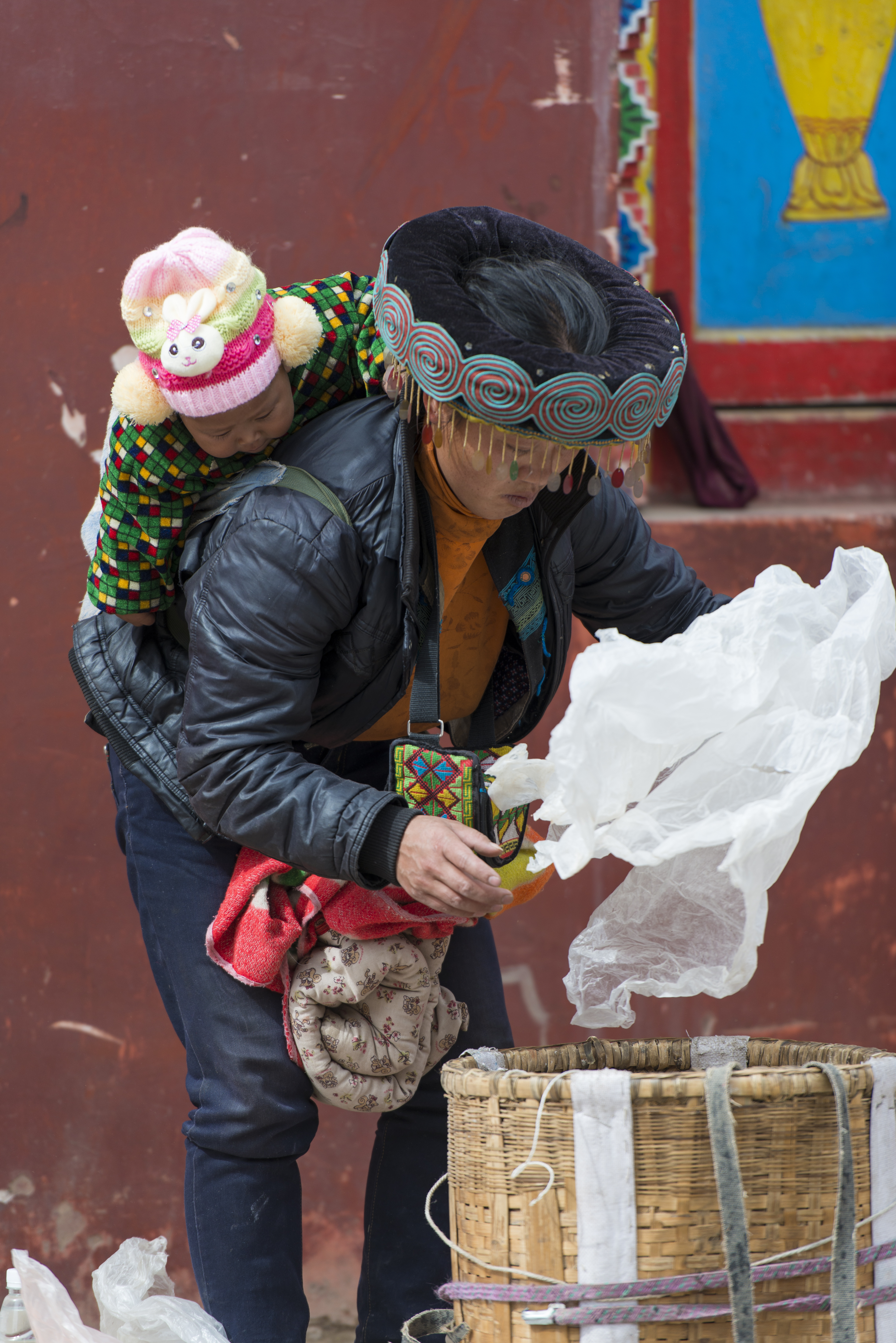
Donna con bambino sulle spalle
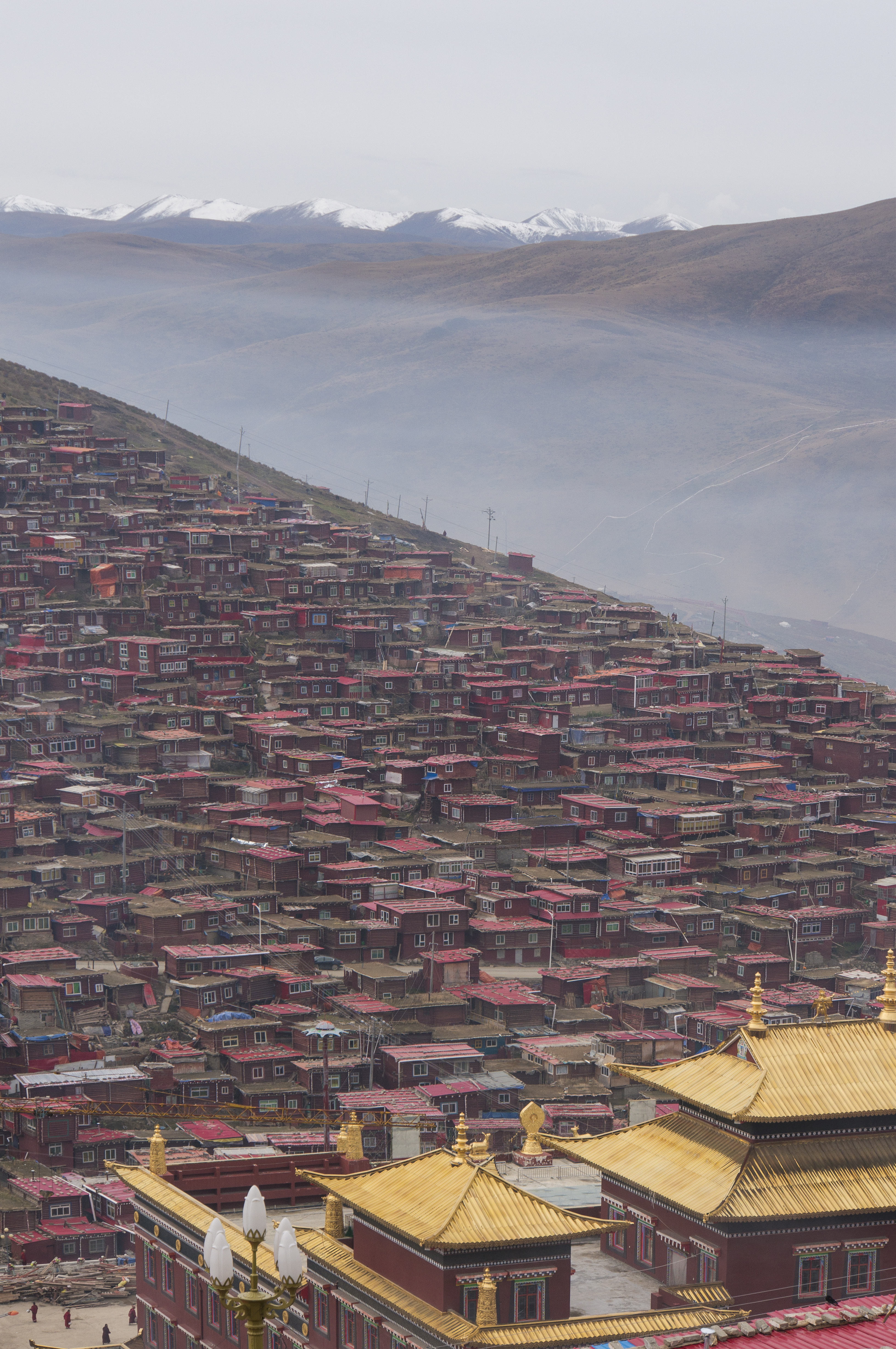
Catene montuose sullo sfondo
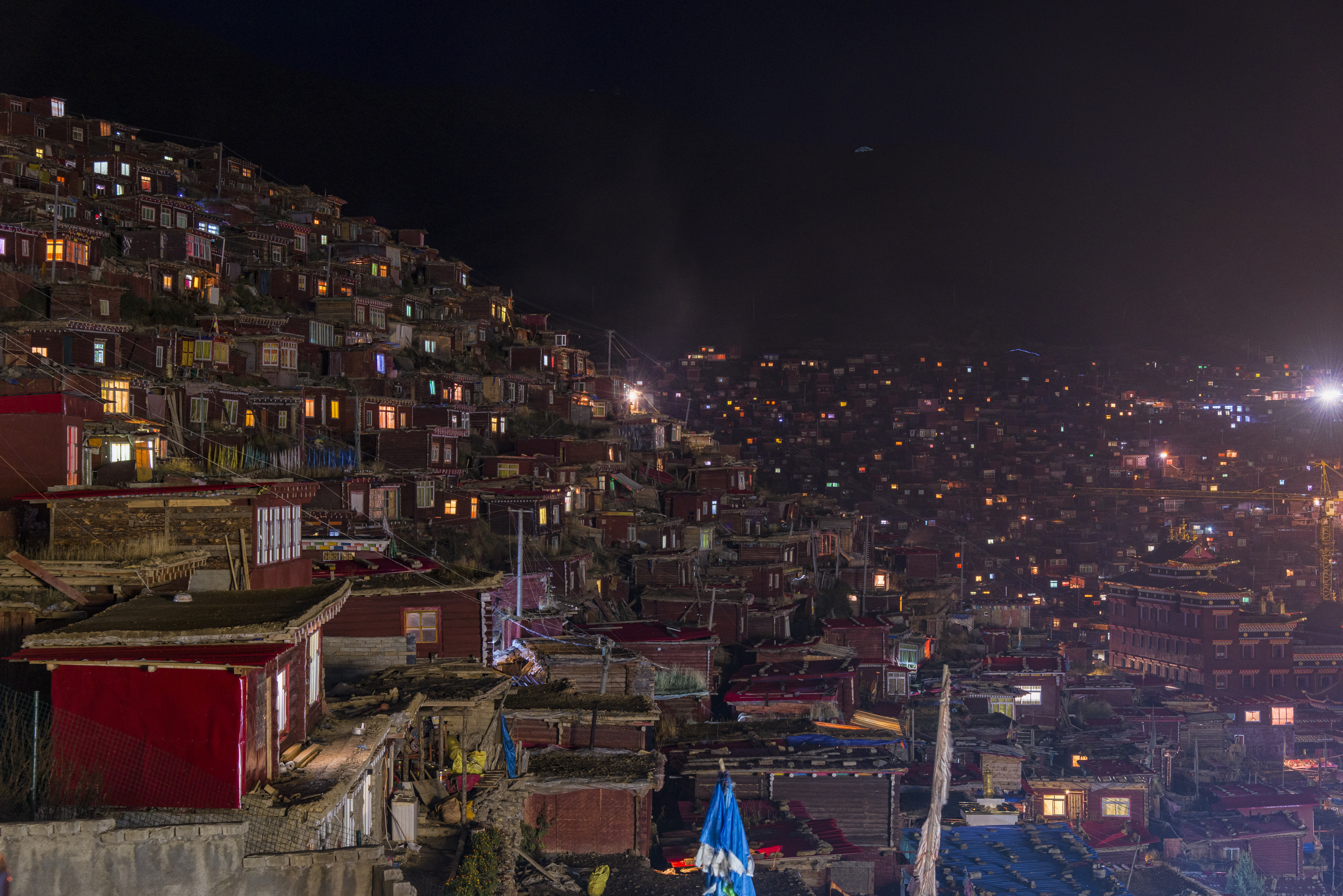
Sêrtar di notte
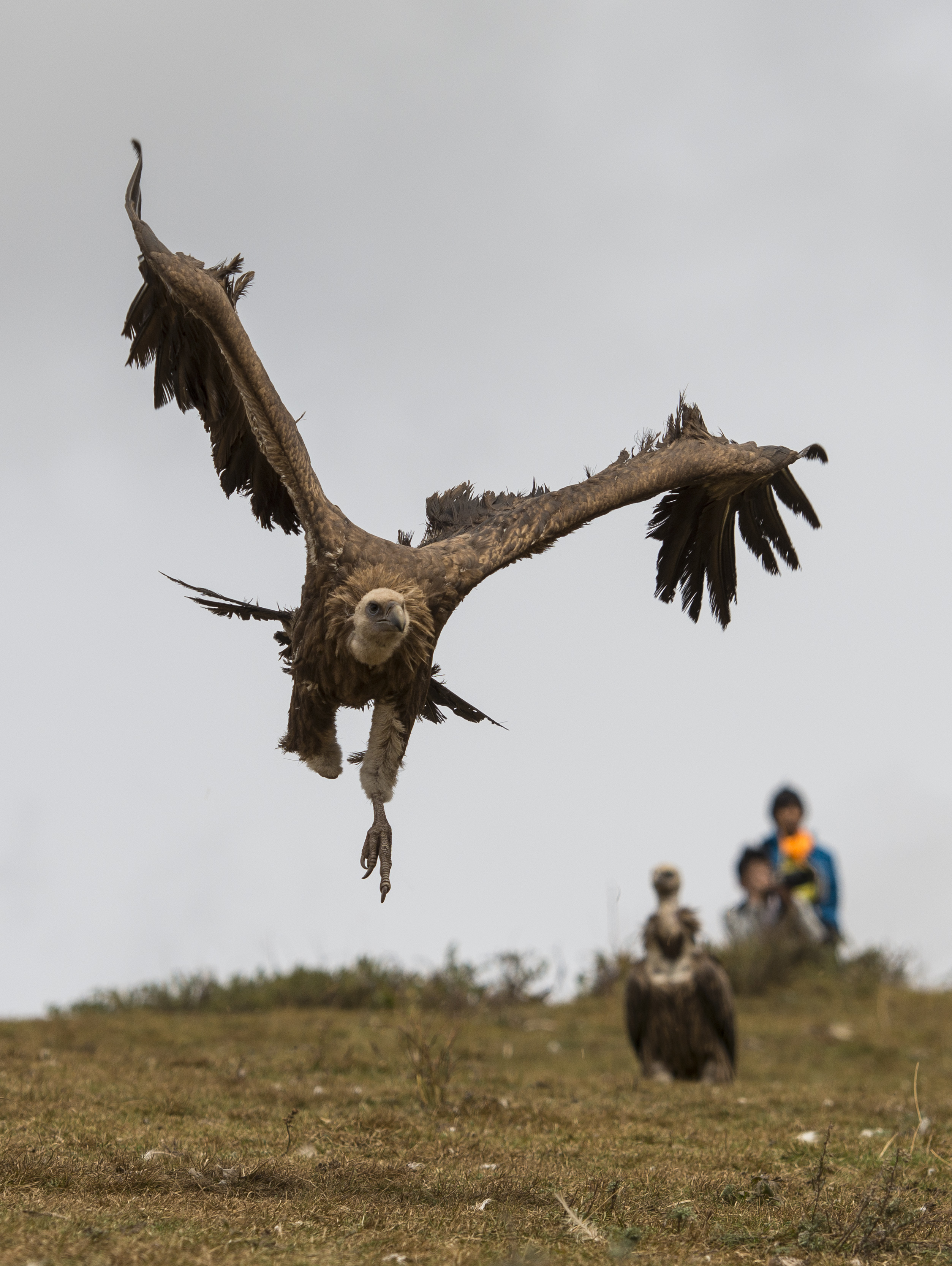
Un avvoltoio